# Federico II Gonzaga
Federico II Gonzaga (Mantua, 17 mei 1500 – Marmirolo, 28 juni 1540) was markgraaf (1519 – 1530) en hertog (1530 – 1540) van Mantua en markgraaf van Monferrato (1533 – 1540). Hij was een zoon van Francesco II en Isabella d'Este.
Federico huwde op 16 november 1531 met Margaretha van Monferrato (1510-1566), de erfdochter van markgraaf Willem IX van Monferrato. Op grond van dit huwelijk werd hij in 1533 als Federico I markgraaf van Monferrato. Pas na de beëindiging van de Spaanse bezetting in 1536 werd hij door keizer Karel V als zodanig erkend.
Federico liet tussen 1524 en 1534 het Palazzo del Te net buiten Mantua als zomerresidentie bouwen.

## Kinderen
Federico II en Margaretha van Monferrato hadden 8 kinderen:
- Eleonora, non
- Francesco III (1533 – 1550), hertog van Mantua en markgraaf van Monferrato
- Federico (jong overleden)
- Anna (1536 - ?), non
- Isabella (Mantua 18 april 1537 – Vasto 16 augustus 1579), huwde in december 1566 met Ferrante Francesco d'Avalos d'Aquino d'Aragona (1531 – 1571)
- Guglielmo I (1538 – 1587), hertog van Mantua en markgraaf, later hertog van Monferrato
- Luigi Gonzaga-Nevers (1539 – 1595), hertog van Nevers en Rethel 1565
- Federico (Mantua 1540 – aldaar 21 februari 1565), bisschop van Mantua en kardinaal 1563

Daarnaast had Federico nog een kind bij Isabella Boschetti, verwekt voor zijn huwelijk:
- Alessandro (1520 – 1580), militair in Spaanse dienst; hij had 4 kinderen.